# 川本祐輝
川本 祐輝（かわもと ゆうき、1986年9月27日 - ）は、日本のラグビー選手。

## プロフィール
- 兵庫県芦屋市出身。
- ポジションはスタンドオフ(SO)。
- 身長 177cm、体重 87kg
- ニックネームはYuki、Yuks。
- U19日本代表に選ばれたことがある[1]。

## 略歴
中学1年生からラグビーを始めた。
2005年、清真学園高校卒業後、慶應義塾大学に入る。なお清真学園高校時代、高校日本代表に選ばれたことがある。
2009年、慶應義塾大学卒業後、NTTコミュニケーションズシャイニングアークスに加入。同年9月13日に行われたトップイーストリーグ第1節の秋田ノーザンブレッツ戦に先発出場で公式戦初出場を果たした。
2017年、NTTコミュニケーションズシャイニングアークスを退団した。